# رافائل ملکونیان (سیاستمدار)
رافائل گارگینی مکلونیان (ارمنی: Ռաֆայել Գարեգինի Մելքոնյան؛ زادهٔ ۲۶ نوامبر ۱۹۴۶) یک  سیاستمدار اهل ارمنستان است که از تاریخ ۱۹۹۰ تا تاریخ ۱۹۹۵ سمت نمایندگی دوره اول شورای عالی جمهوری ارمنستان را برعهده داشت.

## زندگی‌نامه
در 	۲۶ نوامبر ۱۹۴۶ در ارمنستان به دنیا آمد . 